# Niereninfarkt

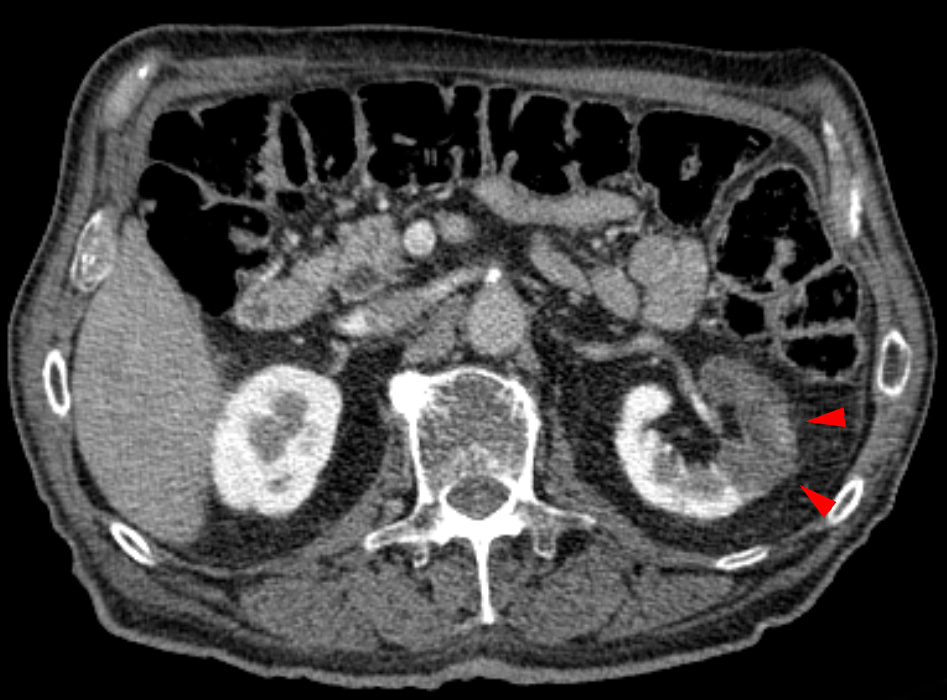
Teilinfarkt der linken Niere in der Computertomographie.

Als Niereninfarkt im engeren Sinn wird der meist durch embolischen Verschluss einer kleinen Nierenarterie ausgelöste Untergang von Nierengewebe bezeichnet, wobei der in der Regel keilförmige betroffene Bezirk als sogenannter „weißer“ bzw. ischämischer Infarkt mit seiner Basis der Nierenkapsel anliegt. Im weiteren Sinn werden auch die durch einen venösen Verschluss bedingten hämorrhagischen Infarzierungen der Niere dazu gerechnet.

## Ursachen
90 Prozent der Niereninfarkte sind embolisch bedingt, wobei ein Aorten- oder Mitralvitium, eine Endokarditis oder eine Herzwandthrombose die Emboliequelle darstellen können; thrombotische Verschlüsse finden sich bei einem stumpfen Bauchtrauma, bei einer Arteriosklerose, bei einer Vaskulitis, bei thrombotischen Mikroangiopathien oder bei der Periarteriitis. Andere, iatrogene Ursachen sind die versehentliche Ligatur eines Nierengefäßes bei Operationen oder Infarzierungen im Rahmen einer Angiographie oder Angioplastie.
Entscheidend ist, ob der arterielle Gefäßverschluss vollständig oder unvollständig ist: Nur der vollständige Verschluss eines Gefäßes führt zu einer absoluten Ischämie mit vollständigem Untergang des Nierengewebes, einer nachfolgenden resorbierenden Entzündung und anschließenden narbigen Umwandlung.
Der unvollständige Verschluss eines arteriellen Gefäßes führt zu einer meist lokalen Minderdurchblutung- und versorgung des Gewebes und einem Subinfarkt mit Atrophie der Nierenkanälchen und erhaltenen Glomerula.
Ein hämorrhagischer Niereninfarkt ist meist Folge eines Kreislaufschocks bzw. Rechtsherzversagens mit Strömungsverlangsamung des Blutes und einer Thrombose der Nierenvene.

## Morphologie
Das betroffene Gewebe beim akuten ischämischen Niereninfarkt weist eine blass-gelbliche Farbe auf und ist von einem hämorrhagischen Randsaum umgeben. Mehrere Niereninfarkte bei mehrfachem arteriellen Verschluss kleinerer Nierengefäße führen zu einem gebuckelten Aussehen der Niere, wobei die Einziehungen durch die narbig geschrumpften Infarktbezirke verursacht werden. Bei Verschluss der Arteria renalis als einem Zentralgefäß kommt es zu einer glatten Atrophie der Niere.
Beim hämorrhagischen Niereninfarkt ist die Niere (meist in ihrer Gesamtheit) der venösen Stauung entsprechend prall vergrößert und dunkel blaurot verfärbt.

## Inzidenz
Da die einzelne Niere mit einem guten Zehntel des Herzminutenvolumens durchblutet wird, sind embolische Ereignisse recht häufig. In etwa vier Prozent aller Autopsien wird ein (meist stumm abgelaufener und damit klinisch undiagnostiziert gebliebener) Niereninfarkt diagnostiziert.
Umgekehrt ist die Nierenarterienstenose (mit dem Niereninfarkt als Ursache) für eine renale Hypertonie für gut 1 % aller akut auftretenden Hypertoniefälle verantwortlich.

## Symptome
Kleinere Niereninfarkte laufen klinisch wohl oft stumm ab. Größere Infarkte können mit akut einsetzenden, anhaltende und  scharfen Flankenschmerzen einhergehen, die trotz ihrer Persistenz als Nierenkolik fehlgedeutet werden können. Fieber ist möglich. Im Labor können eine  Hämaturie (Mikro- oder Makrohämaturie), eine Leukozytose und Erhöhung der Lactatdehydrogenase und Transaminasen auftreten. Handelt es sich bei der betroffenen Niere um eine funktionelle Einzelniere oder sind beide Nieren betroffen, kommt es zu einem akuten Nierenversagen.

## Therapie
Niereninfarkte werden in der Regel ohne eine Operation (konservativ) behandelt: Schmerzmittel, Regulation des Blutdrucks und eine systemische Vollheparinisierung sind erste Therapiemaßnahmen. In Abhängigkeit vom Infarktausmaß sind eine Lysetherapie zum Auflösen des Embolus oder eine Notfalloperation zu erwägen, Voraussetzung dafür ist eine rechtzeitige Diagnose.